# La conquesta de l'Oest

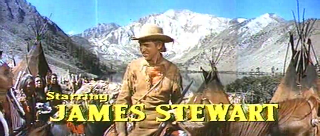
James Stewart al paper de Linus Rawlings

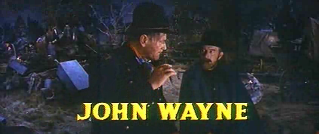
John Wayne encarna el general Sherman

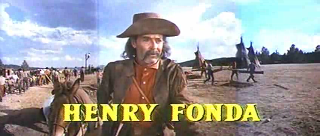
Henry Fonda al paper de Jethro Stuart

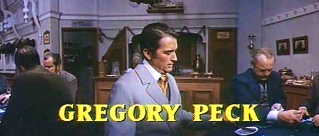
Gregory Peck al paper de Cleve Van Valen

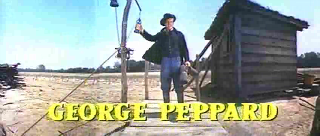
George Peppard al paper de Zeb Rawlings

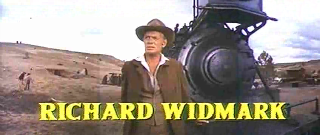
Richard Widmark al paper de Mike Jing

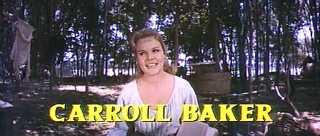
Carroll Baker al paper d'Eve Prescott Rawlings

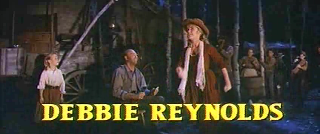
Debbie Reynolds al paper de Lily Prescott

La Conquesta de l'Oest (títol original en anglès: How the West Was Won) és un pel·lícula estatunidenca de Henry Hathaway, John Ford i George Marshall, estrenada el 1962 i doblada al català.

## Argument[2]
La pel·lícula cobreix cinquanta anys de la història de l'Oest americà, de 1839 a 1889, a través del destí d'una família de pioners, ràpidament dislocada per la història, i al voltant de cinc episodis successius:

### Els rius (1830)
Zebulon Prescott (Karl Malden) vol conduir la seva família cap a l'Oest seguint el canal Erie a bord d'un rai. En aquesta època, l'Oest i la frontera es troben a Illinois. De camí, troben el drapaire de les muntanyes Linus Rawlings (James Stewart) que va cap a l'est a Pittsburgh per vendre les seves pells. Ell i la filla de Zebulon Prescott (Carroll Baker) s'atreuen, però Linus no està a punt per a una vida de família.
Linus es para en un comerç aïllat dirigit per un clan de pirates de riu, dirigit per un pretès «coronel» Hawkins (Walter Brennan). Acompanya la bella Dora Hawkins (Brigid Bazlen) en una gruta per veure un suposat "animal de les coves", però l'apunyala a l'esquena i l'empeny en un abisme. Feliçment, només queda ferit i pot pujar. Els esbirros de Hawkins s'apoderen de les pells de castor de Rawlings i enfonsen la seva canoa. Mentrestant arriba la família de Prescott. Linus torna just a temps per salvar-la matant dos dels membres de la banda de Hawkins. La banda de Hawkins (un dels quals interpretat per Lee Van Cleef), incloent Dora, són lliurats a la justícia de la frontera.
Els colons reprenen la seva ruta pel riu, però s'equivoquen de braç de riu i van cap als ràpids. Zébulon i la seva dona Rebecca (Agnes Moorehead) s'ofeguen. Linus, comprenent que no pot viure sense Eve, reapareix i es casen, tot i que ella insisteix a establir-se a l'indret on han mort els seus pares.

### Les planures (1850)
La germana d'Eve, Lily (Debbie Reynolds) ha volgut tornar a la ciutat. Troba feina de ballarina en un cabaret de Saint Louis (Missouri). Atreu l'atenció del jugador professional Cleve Van Valen (Gregory Peck). Després d'haver entès que heretava d'un vell admirador una mina d'or a Califòrnia, i per no pagar els seus deutes a un altre jugador (John Larch), Cleve s'uneix a la caravana per anar a Califòrnia. Van Valen i el cap de la caravana Roger Morgan (Robert Preston) l'afalaguen tot al llarg del camí, però els aparta tots dos, amb gran consternació de la seva companya Agatha Clegg (Thelma Ritter) que és a la recerca d'un marit.
Lily i Cleve s'escapen per poc a un atac d'indis Xeienes que fa moltes víctimes. Arriben a la mina, i s'adonen que és esgotada. Cleve l'abandona. Lily torna al seu treball en una sala de ball organitzada per a un campament de tendes, tot vivint en un carretó. Morgan la troba i li ofereix de nou el matrimoni d'una manera bastant poc romàntica, proposant viure al seu gran ranxo. Però ella refusa.
Més tard, Lily canta al saló de música d'un vaixell sobre el Sacramento. Per sort, Cleve es troba a bord. Quan sent la veu de Lily, deixa la taula de pòquer (i una mà guanyadora) per proposar casar-se amb ell, instal·lant-se a San Francisco per aprofitar el seu creixement ràpid. Accepta.

### La Guerra de Secessió (1861-65)
A l'est, Eve rep notícies de la seva germana Lily. Linus, el marit d'Eve, s'ha incorporat a l'exèrcit de la Unió com a capità de la Guerra de Secessió. Malgrat el seu desig, el seu fill Zeb júnior (George Peppard) s'ha compromès també en la recerca de la glòria i per escapar a l'agricultura. El caporal Peterson (Andy Devine) els assegura que el conflicte no durarà molt de temps.
La sagnant Batalla de Shiloh (6 abril de 1862) mostra que la guerra no és com ho havien imaginat. Linus és mort. Zeb troba un soldat confederat desanimat (Russ Tamblyn) que considera desertar.
Acabada la guerra, Zeb torna a casa, per assabentar-se que la seva mare és morta de tristesa després de la mort del seu marit. Dona la seva part de la granja familiar al seu germà, que esdevindrà un millor granger i marxa a la recerca d'una vida més interessant.
Zeb, tinent de la cavalleria americana, intenta mantenir la pau amb els indis amb l'ajuda d'un caçador de bisons Stuart Jethro (Henry Fonda), un vell amic de Linus. El patró despietat del ferrocarril Mike King (Richard Widmark) viola un tractat per travessar el territori indi. Per venjar-se, els indis arapahos repliquen llançant un ramat de bisons a través del camp dels obrers del ferrocarril, matant nombroses dones i nens. Fastiguejat, Zeb dimiteix, retrobarà Stuart Jethro, després va cap a Arizona.

### El ferrocarril (1868)
Després de les carreres audaces del Pony Express transportant cartes i el telègraf transcontinental al final dels anys 1860, dues companyies de ferrocarril entren en una feroç competició: el Central Pacific Railroad i la Union Pacific Railroad. Per cada quilòmetre de via posada, les companyies rebrien gratuïtament terres.

### Els bandits (1880)
A San Francisco, Lily s'ha quedat vídua i posa a subhasta els seus mobles i objectes personals per pagar els deutes contrets amb Cleve en els seus negocis. Diu que han guanyat i han perdut diverses fortunes i que ho podria fer encara si fos més jove. Marxa a Arizona, i demana a Zeb i la seva família d'administrar la resta dels seus negocis, és a dir un ranxo.
Zeb (ara xèrif), la seva dona Julie (Carolyn Jones) i els seus fills troben Lily a l'estació de Gold City. Però Zeb hi troba també un vell enemic, Charlie Gant (Eli Wallach), a qui ha matat el germà en un enfrontament. Quan Gant fa amenaces velades contra Zeb i la seva família, Zeb es gira cap al seu amic i xèrif de Gold City, Lou Ramsey (Lee J. Cobb), però Gant no és en recerca en aquest districte, i Ramsey no pot doncs fer gran cosa.
Zeb decideix actuar ell mateix. Sospita que Gant vol preparar el robatori d'un important carregament d'or transportat per tren. Puja a bord amb Ramsey una mica reticent i organitza una emboscada contra Gant i la seva banda que han pujat també al tren. Quan pugen, desenganxen els vagons que queden darrere i acaben descarrilant, eliminantm Gant i la seva banda sencera. Al cap i a la fi, Lily i la família Rawlings prossegueixen fins al seu nou domicili.
Un curt epíleg mostra Los Angeles i San Francisco al començament dels anys 1960, en el famós bescanviador d'autopista a quatre nivells i el pont del Golden Gate per mostrar el creixement de l'Oest americà en 80 anys.

## Repartiment
- James Stewart: Linus Rawlings
- John Wayne: El general Sherman
- Henry Fonda: Jethro Stuart
- Gregory Peck: Cleve Van Valen
- George Peppard: Zeb Rawlings
- Debbie Reynolds: Lilith 'Lily' Prescott
- Richard Widmark: Mike Jing
- Carroll Baker: Eve Prescott Rawlings
- Karl Malden: Zebulon Prescott
- Robert Preston: Roger Morgan
- Lee J Cobb: El marshal Lou Ramsey
- Carolyn Jones: Julie Rawlings
- Eli Wallach: Charlie Gant
- Walter Brennan: El coronel Jeb Hawkins
- David Brian: L'advocat de Lilith
- Andy Devine: El caporal Peterson
- Raymond Massey: Abraham Lincoln
- Agnes Moorehead: Rebecca Prescott
- Harry Morgan: El general Grant
- Thelma Ritter: Agatha Clegg
- Mickey Shaughnessy: El diputat Slover
- Russ Tamblyn: El desertor confederat
- Spencer Tracy (veu): El narrador

I, entre els actors que no surten als crèdits:
- Rodolfo Acosta: Un home de Gant
- Harry Dean Stanton: Un home de Gant
- Jack Lambert: Un home de Gant
- Lee Van Cleef: Un pirata al riu
- Jay C. Flippen: Huggins
- Willis Bouchey: Un cirurgià

## Premis i nominacions

### Premis
- Oscar al millor muntatge per Harold F. Kress
- Oscar al millor so per Franklin Milton
- Oscar al millor guió original per James R. Webb

### Nominacions
- Oscar a la millor direcció artística per George W. Davis, William Ferrari, Addison Hehr, Henry Grace, Don Greenwood Jr. i Jack Mills
- Oscar a la millor fotografia per William H. Daniels, Milton R. Krasner, Charles Lang i Joseph LaShelle
- Oscar a la millor música original per Alfred Newman i Ken Darby
- Oscar a la millor pel·lícula

## Al voltant de la pel·lícula
- La pel·lícula va tenir tres directors: Ford, per la Guerra de secessió, Marshall per a les seqüències de ferrocarril i Hathaway per a la resta.
- Segona pel·lícula rodada amb el procediment Cinerama, la primera va ser El meravellós món dels germans Grimm de Henry Levin i George Pal.